# Vasilije Vučetić
Vasilije Vučetić (in serbo Василије Вучетић?; Vrbas, 4 maggio 1996) è un cestista serbo.

## Palmarès
- Coppa di Slovenia: 1

Krka Novo mesto: 2021